# Championnats du monde de ski-alpinisme 2023
Navigation
Édition précédente Édition suivante
Les Championnats du monde de ski-alpinisme 2023, organisés par la Fédération internationale de ski-alpinisme (ISMF), se tiendront à Boí Taüll en Espagne, du 26 février au 4 mars 2023.
Ainsi, la station de Ribagorza située dans les Pyrénées catalanes accueille les mondiaux un an après avoir organisé les championnats en février 2022. Pour cette édition, l'épreuve course pour les équipes de deux personnes fait son apparition

## Podiums

### Hommes
| Épreuves           | Or                                         | Argent                                      | Bronze                                |
| ------------------ | ------------------------------------------ | ------------------------------------------- | ------------------------------------- |
| Sprint             | Oriol Cardona Coll                         | Thibault Anselmet                           | Robin Galindo                         |
| Individuel         | Rémi Bonnet                                | Matteo Eydallin                             | Robert Antonioli                      |
| Verticale          | Rémi Bonnet                                | Maximilien Drion du Chapois                 | Gédéon Pochat Cottilloux              |
| Épreuve par équipe | Italie- Robert Antonioli - Matteo Eydallin | France- William Bon Mardion - Xavier Gachet | Italie- Davide Magnini - Nadir Maguet |

### Femmes
| Épreuves           | Or                                            | Argent                                    | Bronze                                         |
| ------------------ | --------------------------------------------- | ----------------------------------------- | ---------------------------------------------- |
| Sprint             | Marianna Jagerčíková                          | Marianne Fatton                           | Emily Harrop                                   |
| Individuel         | Axelle Gachet-Mollaret                        | Alba De Silvestro                         | Giulia Murada                                  |
| Verticale          | Axelle Gachet-Mollaret                        | Sarah Dreier                              | Alba De Silvestro                              |
| Épreuve par équipe | France- Axelle Gachet-Mollaret - Emily Harrop | Italie- Alba De Silvestro - Giulia Murada | France- Célia Perillat-Pessey - Candice Bonnel |

### Mixte
| Épreuves     | Or                                       | Argent                                          | Bronze                                         |
| ------------ | ---------------------------------------- | ----------------------------------------------- | ---------------------------------------------- |
| Relais mixte | France- Emily Harrop - Thibault Anselmet | Italie- Giulia Murada - Nicolò Ernesto Canclini | France- Axelle Gachet-Mollaret - Robin Galindo |